# آمازون جلوچشم‌سرخ
آمازون جلوچشم‌سرخ (نام علمی: Amazona autumnalis) نام یک گونه از سرده طوطی آمازون است. این گونه بومی قسمت‌های مرکزی قاره آمریکا است که از شرق مکزیک تا جنوب اکوادور در جنگل‌های همیشه‌سبز در ارتفاعات ۱٬۱۰۰ متری حضور دارد.